# Junkers F 13
Pour les articles homonymes, voir F13.
Dimensions
Le Junkers F 13 (l'appellation interne chez Junkers était J 13) a été le premier avion entièrement métallique de l'aviation civile. La Première Guerre mondiale venait tout juste de se terminer lorsque Hugo Junkers confia à son ingénieur en chef Otto Reuter la tâche de développer un avion entièrement métallique destiné au transport de passagers. Sa structure consistait en bielles[style à revoir] de Duralumin rivetées. 

## Caractéristiques
Le F 13 était un monoplan à ailes basses monomoteur accueillant quatre passagers dans une cabine hermétiquement fermée. Les modèles de série étaient équipés de sièges rembourrés ou de fauteuils en osier. La cabine possédait en outre le chauffage et l'éclairage électrique. Les deux pilotes étaient tout d'abord assis dans un poste de pilotage ouvert comme sur les avions précédents car ce n'est que plus tard que les avions eurent un poste de pilotage fermé.
Cet avion a été développé uniquement pour les besoins de l'aviation civile, les aspects militaires ne jouant absolument aucun rôle. Après le premier vol qui eut lieu le 28 juin 1919 à Dessau avec le pilote Emil Monz aux commandes et bien qu’il ait battu plusieurs records il ne connut pas le succès sur le marché en Allemagne de sorte que la société Junkers vendit le premier appareil de série F 13 le 29 octobre 1919 à John M. Larsen aux États-Unis. Ce fut le point de départ de la société « Junkers-Larsen Aircraft Corporation » domiciliée à New York qui se chargea de remonter l'appareil livré en caisses. Larsen fournit à la Marine américaine deux appareils (appelés JL6) équipés de flotteurs. 
Au total près de 330 Junkers F 13 ont été fabriqués dont environ 110 étaient immatriculés en Allemagne. 
La puissance du moteur fut peu à peu relevée de 118 kW à 420 kW ce qui permit d'atteindre des vitesses de croisière et des distances plus importantes. Un très grand nombre de versions dérivées ont été produites.

## Réplique auXXIesiècle
Une coentreprise basé à Dübendorf en Suisse réunissant plusieurs partenaires allemands a créé une réplique qui vole depuis le 15 septembre 2016. En avril 2018, 2 autres appareils sont en cours de construction qui sont commercialisés à environ 2,5 millions d’euros.